# Gonystylus macrophyllus
Gonystylus macrophyllus är en tibastväxtart som först beskrevs av Friedrich Anton Wilhelm Miquel, och fick sitt nu gällande namn av Airy Shaw. Gonystylus macrophyllus ingår i släktet Gonystylus och familjen tibastväxter. Inga underarter finns listade i Catalogue of Life.